# سازمان اقتصادی کوثر
سازمان اقتصادی کوثر سازمان غیردولتی وابسته به بنیاد شهید و امور ایثارگران است که بودجه‌ای از دولت دریافت نمی‌کند. 
این سازمان در سال ۱۳۷۲ تأسیس شد تا واحدهای اقتصادی پراکندهٔ زیرمجموعهٔ بنیادشهید را تحت پوشش یک سازمان واحد اقتصادی درآوردو تا سال ۱۴۰۲ مالکیت بیش از ۴۰ شرکت اقتصادی را در اختیار داشت که این شرکت‌ها در زمینه‌های دامپروری و کشاورزی، بازار سرمایه، صنایع نفت و گاز، تجهیزات پزشکی و دارویی ، بهداشت و درمان، برق و الکترونیک، عمران و ساختمان، خدمات مالی و بازرگانی و معادن فعالیت می‌کرند.
اما سال ۱۴۰۲ در زمان تصدی امیرحسین قاضی زاده هاشمی در بنیاد شهید و امور ایثارگران کشور و مدیرعاملی ناصر فخاری در سازمان اقتصادی کوثر، شرکت های اقتصادی و سایر دارایی های این سازمان به بنیاد مستضعفان واگذار گردید. 
هم‌اکنون این سازمان، مدیریت برخی سهام بازار سرمایه متعلق به بنیاد شهید و امور ایثارگران را بر عهده دارد و اوحدی رئیس بنیاد شهید کشور پس از سرکار آمدن دولت چهاردهم  محمدرضا اسکندری را که پیش‌تر مدیر عامل این سازمان بود را از آبانماه ۱۴۰۳ دوباره بعنوان مدیرعامل این سازمان منصوب کرد.

## تاریخچه
سازمان اقتصادی کوثر در سال ۱۳۷۲ تشکیل شد. محمدرضا اسکندری که پیش تر نیز مدیرعامل کوثر بود ارزش این سازمان را در سال 1391 ۳ هزار میلیارد تومان اعلام کرده و گفته‌است: «در سال ۹۱ فعالیت‌های اقتصادی سازمان ۳۲۰ میلیارد تومان سود داشته‌است.» این سازمان تا پیش از واگذاری به بنیاد مستضعفان در دوره تصدی امیر حسین قاضی زاده هاشمی در بنیاد شهید و امور ایثارگران کشور در ۷ بخش توسعه صنایع و معادن، کشاورزی، بهداشت و درمان، برق و الکترونیک، عمران و ساختمان، کشاورزی و دامپروری و خدمات مالی برتر (بازار سرمایه) دارایی هایی داشت و فعالیت می کرد. در حوزه کشاورزی، حدود ۲۰ شرکت نظیر زربال، دیزباد و ماهان و شرکت هایی از این قبیل به صورت زنجیره ای داشت، که محصولاتی مانند شیر، مرغ، جوجه، آبزیان، گوشت قرمز و تخم‌مرغ تولید می‌کرد. در بازه های زمانی مختلف چیزی بالغ بر۸۰ درصد از جوجه یک‌روزه مرغ مادر گوشتی، ۶۰ درصد از جوجه یک‌روزه مرغ مادر تخم‌گذار، تولید ۹۰ هزار تن (معادل ۱۰ درصد از کل تولید تخم مرغ کشور) و تولید بیش از ۵۵ هزار تن از گوشت مرغ کل کشور ایران توسط این سازمان در این سازمان تولید می شد. در سال هایی حجم زیادی خوراک و دان و علوفه و سویا را که اغلب جهت مصرف شرکت هایش بود توسط این سازمان وارد می شد.  در زمینه بهداشت و درمان بیمارستان خاتم الانبیا زیر نظر سازمان کوثر فعالیت می‌ کرد که در زمان انتقال دارایی های کوثر به بنیاد مستضعفان، این بیمارستان را به منظور ارائه خدمات به ایثارگران در اختیار سازمان کوثر باقی ماند.
سازمان کوثر شرکت سرمایه‌گذاری سبحان را برای فعالیت در بورس ایجاد کرده بود که با فروش حاشیه ساز آن، هم‌اکنون دو شرکت سرمایه‌گذاری آوانوین و سبدگردان فراز مدیریت دارایی‌های آن را در بازار سرمایه برعهده دارند. سازمان اقتصادی کوثر مالک۳ درصد بانک دی و ۵ درصد از سهام شرکت بیمه دی نیز می‌باشد. کوثر ۳۶ درصد از سهام شرکت سهامی عام کف (داروگر) را در اختیار داشت که آن را واگذار کرد. کوثر دارای ۲٫۷٪ از سهام بانک دی است.

## انتقاد از عملکرد

### انتقاد از درامد
سلیمی عضو کمیسیون «آموزش، تحقیقات و فناوری» مجلس شورای اسلامی با انتقاد شدید از عملکرد سازمان اقتصادی کوثر به عنوان یک هلدینگ بزرگ تنها در سال ۴۰۰ میلیارد درآمد دارد و باید مشخص شود که چرا این هلدینگ عظیم در سال تنها ۴۰۰ میلیارد درآمد داشته باشد این در حالی است که این هلدینگ معدن نیز دارد.

### انتقاد و پاسخگویی
در تاریخ 17 فروردین 1402 جمعی از ایثارگران و فرزندان شهدای شاغل در سازمان اقتصادی کوثر طی نامه ای خطاب به قاضی زاده هاشمی رئیس بنیاد شهید و امور ایثارگران از نحوه مدیریت و فعالیت های این سازمان بزرگ اقتصادی انتقاد کرده و خواستار پاسخگویی شفاف به افکار عمومی شده اند. گفتند چرا افرادی که منتصب به ریاست محترم سازمان می باشند و منصوب ایشان هستند و شرکت سود ده را به شرکت زیان ده تبدیل کرده اند عزل نمی شوند؟
در پاسخ به برخی ادعاها مدیرعامل سازمان اقتصادی کوثر با بیان اینکه بنده دنیا و آخرت خود را به ناکارآمدی مدیران زیان‌ده نمی‌فروشم، گفت: در سازمان اقتصادی کوثر با هیچ مدیری تعارف نداریم. همانگونه که مدیرانی که سود ۳ برابر نسبت به برنامه خود داشته‌اند تشویق شدند، مدیرانی که بیش از ۱۵ درصد دچار انحراف بودجه شدند نیز کارت زرد دریافت کردند. 
فخاری افزود: حفظ بیت‌المال، افزایش تولید و انجام تعهدات برای ما ارزشمند است و اگر مدیری نتواند این سه اصل را رعایت کند کنار گذاشته می‌شود.
مدیر عامل سازمان اقتصادی کوثر در نشست و هم اندیشی با اصحاب رسانه بیان داشت سود عملیاتی سازمان اقتصادی کوثر در پایان سال ۱۴۰۰ و مدیریت جدید، سود این سازمان به عدد ۵۶۰ میلیارد تومان رسید و هم اکنون این رقم به ۲ هزار و دویست میلیارد تومان افزایش پیدا کرده است.
 اما پس از خروج ناصر فخاری از سازمان اقتصادی کوثر حاشیه هایی از نحوه مدیریت او و نحوه ارائه آمار و ارقامی که در گزارش ها اعلام کرده بود مشخص شد که در دوره او شرکت هایی متحمل زیان هایی شده بودند. 

## هیئت امنا
سازمان اقتصادی کوثر دارای یک هیئت امنای ۳ نفره است:
1. نماینده ولی فقیه و رئیس بنیاد شهید و امور ایثارگران به عنوان رئیس هیئت امنا
2. معاون رئیس‌جمهور و رئیس سازمان مدیریت و برنامه‌ریزی کشور به عنوان عضو هیئت امنا
3. معاون ذی‌ربط در بنیاد، به عنوان عضو هیئت امنا

این سازمان همچنین دارای یک هیئت مدیره ۷ نفره به انتصاب رئیس بنیاد شهید است، که یکی از آن‌ها به عنوان مدیرعامل انتخاب می‌شود. مؤسسه حسابرسی مفید راهبر وابسته به معاونت نظارت و حسابرسی دفتر رهبر ایران، حسابرسی این سازمان را برعهده دارد.

### رئیس
معاون رئیس جمهور و رئیس بنیاد شهید و امور ایثارگران طی حکمی «محمدرضا اسکندری» را به عنوان «سرپرست سازمان اقتصادی کوثر» منصوب کرد..

## تحقیق و تفحص
در خرداد ۱۳۹۵ مجلس شورای اسلامی از بنیاد شهید تحقیق و تفحص انجام داد. امیر خجسته، از نمایندگان پیگیر این طرح چند سازمان وابسته به بنیاد از جمله سازمان اقتصادی کوثر را به انجام «صدها میلیارد تومان» تخلف مالی متهم کرد اما هیچگاه چنین ادعایی در مراجع صالح اثبات نشد. 

## شرکت‌های وابسته تا پیش از واگذاری به بنیاد مستضعفان
برخی از شرکت‌های تابعه و وابسته به سازمان اقتصادی کوثر تا پیش از واگذاری به بنیاد مستضعفان::
| ردیف | نام شرکت                                                | مدیرعامل              | موضوع فعالیت                           | محل شرکت |
| ---- | ------------------------------------------------------- | --------------------- | -------------------------------------- | -------- |
| 1    | هلدینگ سرمایه‌گذاری توسعه صنعت کوثر صبا(هلدینگ_کوثر_صبا) | مهدی قندهاری          | صنعت                                   | تهران    |
| 2    | گروه سرمایه‌گذاری کشاورزی کوثر                           | ابراهیم غلامی         | کشاورزی،دامپروری و صنایع وابسته        | تهران    |
| 3    | گروه توسعه صنایع و معادن کوثر                           | علی سلگی              | معدن                                   | تهران    |
| 4    | گروه زمین و ساختمان معین کوثر                           | حسین زاهدی            | ساخت‌وساز                               | تهران    |
| 5    | شرکت شهاب                                               | حسین نعیم آبادی       | تولید لوازم خانگی                      | تهران    |
| 6    | بیمارستان خاتم‌الانبیاء                                  | هادی کاظمی            | توسعه سلامت و امور درمانی              | تهران    |
| 7    | شرکت سرمایه گذاری آوانوین                               | مصطفی زروندی          | بازار سرمایه / سرمایه‌گذاری             | تهران    |
| 8    | شرکت پیماب                                              | پیام طوافی            | پیمانکاری                              | تهران    |
| 9    | شرکت اجداد زربال                                        | مجید صنعتگر           | تولید مرغ و جوجه یکروزه                | آمل      |
| 10   | شرکت سبدگردان فراز                                      | فرزاد نبی زاده رضائیه | بازار سرمایه/ مدیریت دارایی            | تهران    |
| 11   | شرکت ایمن پوشش کوثر                                     | حمید قمصری            | خدمات بیمه                             | تهران    |
| 12   | موسسه رویش کوثر                                         | حسین شیرزاده          | دانش بنیان، شتاب‌دهنده و مشاوره مدیریت  | تهران    |
| 13   | شرکت جمکو                                               | محمد رستمی            | تولید الکتروموتور                      | جوین     |
| 14   | نیروگاه زاگرس کوثر                                      | عظیم اعتمادی          | تولید برق                              | کرمانشاه |
| 15   | سرمایه گذاری پاک اندیشان امین                           | محمدرضا زین الدینی    | مشارکت و سرمایه گذاری بورسی و فرابورسی | تهران    |
| 16   | شرکت سیمکات                                             | مجید قاری‌زاده         | تولید سیم و کابل                       | تبریز    |
| ۱7   | شرکت مرغک                                               | کامران طهماسبی نادری  | تولید مرغ و جوجه                       | زنجان    |
| 18   | شرکت خاوردشت                                            | سید هادی حسینی        | تولید محصولات روغنی                    | گلستان   |
| 19   | شرکت توسعه مکانیزاسیون و صنایع کشاورزی کوثر             | صاحب میرپناهی         | تجهیزات کشاورزی                        | تهران    |
| 20   | شرکت کشت و صنعت شریف‌آباد                                | سید محمود حاج اکبری   | صنایع دامی زراعی                       | قزوین    |
| 21   | شرکت مرغ ماهان                                          | احمد شریعتی           | تولید مرغ و جوجه                       | کرمان    |
| 22   | شرکت آبزی اکسیر کوثر                                    | مصطفی قلندری          | آبزی پروری                             | تهران    |
| 23   | شرکت کشت و صنعت اشراق                                   | ایوب لکی              | پرورش دام سبک و سنگین                  | ورامین   |
| 24   | شرکت پنبه دانه‌های روغنی خراسان                          | ابوالفضل بوژمهرانی    | تولید محصولات روغنی                    | نیشابور  |
| 25   | شرکت شرکت خدمات بازرگانی تحفه                           | ابوالفضل اکبری        | بازرگانی                               | تهران    |
| 26   | شرکت شیمی دارو کوثر                                     | بهراد زندیه           | تولید واکسن،دارو و مکمل دامی           | تهران    |
| 27   | شرکت خوراک دام پارس                                     | جمال ولی‌پور           | تولید خوراک دام و طیور                 | تهران    |
| 28   | شرکت مرغ مادر دیزباد                                    | علیرضا نظری جهرمی     | تولید مرغ و جوجه                       | نیشابور  |
| 29   | نفت و گاز کوثر                                          | سید صادق نجابت        | صادرات نفت سبک و سنگین                 | تهران    |
| 30   | پیشگامان توسعه کشاورزی کوثر                             | مسعود وجدانی فرد      | گیاهان گلخانه‌ای                        | تهران    |
| 31   | صنایع غذایی کوثر به چین سامین                           | حمیدرضا شریفی         | تولید کنسرو                            | مشهد     |
| 32   | پیشگامان کشاورزی و صنعت کوثر دنا                        | رضا حسینیان           | تولید آرد                              | یاسوج    |
| 33   | شرکت توسعه انرژی کوثر(نورتک)                            | محمد گودرزی           | تولید لامپ‌های کم مصرف                  | اصفهان   |
| 34   | توسعه مدیریت آوانوین                                    | زینب مهربخش           | بازارسرمایه و سرمایه گذاری             | تهران    |